# Mirjam de Koning-Peper
Mirjam de Koning-Peper (ur. 16 lipca 1969 w Amsterdamie) – holenderska niepełnosprawna pływaczka, mistrzyni paraolimpijska.
Cierpi na chorobę zwaną paraplegią od 1999 roku.
W 2008 roku w Pekinie na igrzyskach paraolimpijskich zdobyła dwa złote medale na 100 metrów stylem grzbietowym i 50 metrów stylem dowolnym oraz 2 srebrne krążki na 100 i 400 metrów stylem dowolnym. Wszystkie medale zdobyła w klasie niepełnosprawnościowej S6. Dodatkowo pobiła  rekord świata na 50 metrów stylem dowolnym i rekord igrzysk paraolimpijskich w finale 100 metrów stylem grzbietowym.
W 2012 roku podczas igrzysk paraolimpijskich w Londynie zdobyła złoto na 50 m stylem dowolnym oraz brąz na 100 m stylem grzbietowym.